# Catherine Crowe
Catherine Ann Crowe, född Stevens den 20 september 1803  i Borough Green i Kent, död den 14 juni 1876 i Folkestone, var en engelsk författare. 
Hon hade mycken framgång med sina romaner, särskild Adventures of Susan Hopley (1841, flera upplagor), men vann sitt största anseende genom spiritistiska arbeten, bland annat The night side of nature, or ghosts and ghost seers (1848, flera upplagor "Naturens nattsida eller andar och andeskådare", bearbetad av Bjursten 1853).